# Cànnids
Els cànnids (Channidae) constitueixen una família de peixos d'aigua dolça pertanyent a l'ordre dels perciformes. El nom prové del grec khanne, -es ('anxova').

## Origen
Es troben ben representats als registres fòssils (gràcies a les seues grans dimensions i dents i ossos forts), la qual cosa ha ajudat a corroborar que el seu estil de vida amfibi actual és similar al del passat. Hom creu que es van originar a la regió de l'Himàlaia al sud del subcontinent indi (avui dia, el nord de l'Índia i l'est del Pakistan) fa, si més no, 50 milions d'anys durant el període Ipresià de l'Eocè. Més tard, i durant 17 milions d'anys (al Miocè inferior), es van estendre cap a l'oest i el centre d'Euràsia, mentre que durant els 8 milions d'anys següents, al període Tortonià, ja havien colonitzat tot Àfrica i l'Àsia oriental. Atès que els cànnids estan adaptats als climes de precipitacions abundants i de temperatures al voltant dels 20 °C, llurs migracions cap a Europa i la resta d'Àsia es corresponen amb el desenvolupament de la Zona de convergència intertropical, la qual cosa va fer augmentar la humitat de l'atmosfera i la intensificació dels monsons de l'Àsia oriental, respectivament (tots dos patrons climàtics van sorgir a causa d'un major creixement verticals dels Alps, dels Pirineus i de l'Himàlaia).

## Descripció
- Cos allargat, cilíndric i de diferents grandàries segons les espècies: des de Channa gachua que fa 25 cm de llargària fins a Channa marulius o Channa micropeltes que poden arribar a fer més d'1 m i pesar més de 6 kg.[13]
- Cap una mica aplanat, amb els ulls situats en posició dorsolateral a la part anterior, la boca grossa i la mandíbula inferior sortint.
- Aletes dorsal i anal llargues. Aleta caudal arrodonida.
- Algunes espècies manquen de les aletes pèlviques (en cas de ser-hi, presenten 6 radis).
- Absència d'espines a les aletes.
- Escates ctenoides o cicloïdals (de grans dimensions al cap).
- Poden respirar aire (gràcies a una cavitat sobre la cambra branquial, la qual funciona com un òrgan respiratori accessori), sobreviure en terra durant un màxim de quatre dies (sempre que l'ambient circumdant mantingui una certa humitat:[14][15] se sap que emigren a altres masses d'aigua, a través de terra humida, mitjançant la torsió de llurs cossos i aletes)[16] i algunes espècies són bones saltadores (els pescadors de Myanmar asseguren que poden fer fins a quatre metres, la qual cosa els permet de migrar costa amunt al començament de l'estació de les pluges).[17][18][19]

## Reproducció
En algunes espècies té lloc principalment durant els mesos d'estiu (del juny a l'agost), tot i que en Channa striata i Channa punctata pot ésser durant tot l'any. D'altres fresen dues, tres o més vegades a l'any, i, en el cas de Channa argus, és capaç de fer-ho cinc vegades a l'any.

## Alimentació
Són depredadors: mengen plàncton, insectes aquàtics i mol·luscs quan són petits, mentre que d'adults es nodreixen d'altres peixos o granotes. Rarament, s'alimenten de petits mamífers (com ara, rates). Poden esdevindre depredadors alfa i causar danys ecològics greus perquè no tenen enemics naturals fora del seu ambient natural habitual. En temps d'escassetat d'aliments, poden arribar a alimentar-se de les seues cries.

## Hàbitat i distribució geogràfica
Són originaris del sud d'Àsia (el gènere Channa des del sud-est de l'Iran i l'est de l'Afganistan fins al Pakistan, l'Índia, el sud del Nepal, Bangladesh, Myanmar, Tailàndia, Laos, Malàisia, Indonèsia -com ara, Sumatra-, el Vietnam, la península de Corea, la Xina i Sibèria) i de l'Àfrica tropical (el gènere Parachanna amb tres espècies).

### Introduccions
- Channa argus a Rússia, Txèquia i Eslovàquia des de la conca del riu Amur;[22] el Kazakhstan, el Turkmenistan i l'Uzbekistan[23] des de la conca del riu Iang-Tsé;[24] i la península de Corea durant els primers anys del segle XX i el sud del Japó (Hokkaido, Honshu, Kyushu i Shikoku).[25]
- Channa asiatica a Taiwan.[26]
- Channa maculata a Taiwan,[27] el Japó (com ara, les prefectures d'Hiroshima i Shiga), les illes Filipines,[28] Madagascar i Oahu (les illes Hawaii).[20]
- Channa melasoma a Palawan (les illes Filipines).[29]
- Channa micropeltes a Kerala (el sud-oest de l'Índia) a mitjan segle xix des del sud-est d'Àsia.[20]
- Channa punctata a la badia Delagoa (el sud de Moçambic).[30]
- Channa striata és l'espècie més àmpliament introduïda d'aquesta família: Madagascar;[31][32][33][34] l'illa de Maurici;[35] les illes Filipines;[36] la península de Doberai (Papua Occidental, Indonèsia);[37] i Sulawesi, les illes Petites de la Sonda i les illes Moluques.[38][39][40] La seua introducció a l'illa de Guam no va reeixir.[41]

Així mateix, hi ha informes que diverses espècies han estat introduïdes en alguns estats dels Estats Units: Califòrnia (Channa argus), Florida (Channa marulius i Channa argus), Hawaii (Channa maculata), Maine (Channa micropeltes), Maryland (Channa argus), Massachusetts (Channa argus i Channa micropeltes), Carolina del Nord (Channa argus), Rhode Island (Channa micropeltes) i Wisconsin (Channa micropeltes).

## Gèneres i espècies
- Channa (Scopoli, 1777)[42]
  - Channa amphibeus (McClelland, 1845)[43]
  - Channa argus (Cantor, 1842)[44]
  - Channa asiatica (Linnaeus, 1758)[45]
  - Channa aurantimaculata (Musikasinthorn, 2000)[26]
  - Channa bankanensis (Bleeker, 1852)[46]
  - Channa baramensis (Steindachner, 1901)[47]
  - Channa barca (Hamilton, 1822)[48]
  - Channa bleheri (Vierke, 1991)[49]
  - Channa burmanica (Chaudhuri, 1919)[50]
  - Channa cyanospilos (Bleeker, 1853)[51]
  - Channa diplogramma (Day, 1865)
  - Channa gachua (Hamilton, 1822)[48]
  - Channa harcourtbutleri (Annandale, 1918)[52]
  - Channa lucius (Cuvier, 1831)[53]
  - Channa maculata (Lacépède, 1802)[54]
  - Channa marulioides (Bleeker, 1851)[55]
  - Channa marulius (Hamilton, 1822)[48]
  - Channa melanoptera (Bleeker, 1855)[56]
  - Channa melasoma (Bleeker, 1851)[55]
  - Channa micropeltes (Cuvier, 1831)[53]
  - Channa nox (Zhang, Musikasinthorn & Watanabe, 2002)[57]
  - Channa orientalis (Bloch & Schneider, 1801)[58]
  - Channa ornatipinnis (Britz, 2007)[59]
  - Channa panaw (Musikasinthorn, 1998)[60]
  - Channa pleurophthalma (Bleeker, 1851)[61]
  - Channa pulchra (Britz, 2007)[59]
  - Channa punctata (Bloch, 1793)[62]
  - Channa stewartii (Playfair, 1867)[63]
  - Channa striata (Bloch, 1793)[62]
- Parachanna (Teugels & Daget, 1984)[64][65]
  - Parachanna africana (Steindachner, 1879)[66]
  - Parachanna fayumensis † (Murray, 2006)[67]
  - Parachanna insignis (Sauvage, 1884)[68]
  - Parachanna obscura (Günther, 1861)[69]
- Eochanna † (Roe, 1991)
  - Eochanna chorlakkiensis[70]

## Estat de conservació
Channa amphibeus, Channa asiatica, Channa aurantimaculata, Channa barca, Channa bleheri, Channa burmanica, Channa diplogramme, Channa gachua, Channa harcourtbutleri, Channa lucius, Channa maculata, Channa marulioides, Channa marulius, Channa melasoma, Channa micropeltes, Channa ornatipinnis, Channa panaw, Channa pulchra, Channa punctata, Channa stewartii, Channa striata, Parachanna africana i Parachanna insignis apareixen a la Llista Vermella de la UICN.

## Observacions
Algunes espècies són importants en aqüicultura